# 艾德利特 (北卡羅萊納州)
艾德利特（英語：Aydlett）是位於美國北卡羅萊納州柯里塔克縣的非建制地區。

## 歷史
艾德利特的郵局自1900年營運至今。

## 地理
艾德利特所處的海拔為高於海平面4米（即13英呎），而該地所採用的時區為UTC-5，即北美东部时区（EST）。同時該地設有夏令時間，為UTC-5調快一小時，即UTC-4（EDT）。